# 弗馬納區
弗馬納區 （Fermanagh District Council；愛爾蘭語：Comhairle Ceantair Fhear Manach），是北愛爾蘭西部的一個區。面積1,876 km²，2006年人口60,600人。區行政中心為恩尼斯基林。
1973年由弗馬納郡改制而成，但新的區幅蓋了原來郡的全部面積，又承接了原蒂龍郡一部份的土地。